# Università Panthéon-Assas
L'Università Panthéon-Assas (frequentemente denominata con i nomi « Assas » o « Paris II ») è una delle tredici università parigine. È situata nel quartiere intellettuale di Parigi per antonomasia: il quartiere latino; questo quartiere studentesco corrisponde al V ed al VI arrondissement della capitale francese.
Panthéon-Assas è l'erede principale dell'antica facoltà di giurisprudenzia dell'Università di Parigi.
Rinomata per l'eccellenza della facoltà di giurisprudenza, l'università propone anche dei corsi di gestione delle risorse umane (CIFFOP) e di sciences économiques (economia).
L'università ospita anche un cursus di AES (Administration Economique et Sociale) (Amministrazione Economica e Sociale), di scienze dell'informazione nonché di scienze della comunicazione (ospita l'Istituto francese della stampa).
Dei corsi di scienza politica vi sono anche impartiti.

## Storia
Come Parigi I, Panthéon-Assas è stata creata con il nome di Parigi II dopo il dismembramento dell'Università di Parigi a seguito del maggio 1968.
La maggior parte dei giuristi della vecchia facoltà di giurisprudenza di Parigi (in particolare i privatisti e gli storici del diritto) si unisce a Parigi II, considerata da allora un'università conservatrice e principalmente specializzata in giurisprudenza. Al contrario, i professori che preferiscono un'università multidisciplinare si uniscono a Parigi I.
I suoi studenti partecipano al movimento contro la riforma delle università di Savary del 1983 e al movimento contro il progetto di legge Devaquet.
Creata con il nome di Parigi-II nel 1970, viene ribattezzata università di giurisprudenza, economia e scienze sociali di Parigi II nel 1988, poi Panthéon-Assas Paris II nel 1990 e infine Panthéon-Assas nel 1998.
Alla fine del 2015, l'Università Panthéon-Assas rimane "associata" alla comunità delle università e degli istituti Sorbonne Universités. 
Il 1º gennaio 2022 diventa un istituto pubblico sperimentale, e assume il nome di università Paris-Panthéon-Assas.

## Le sedi

### Centro Panthéon

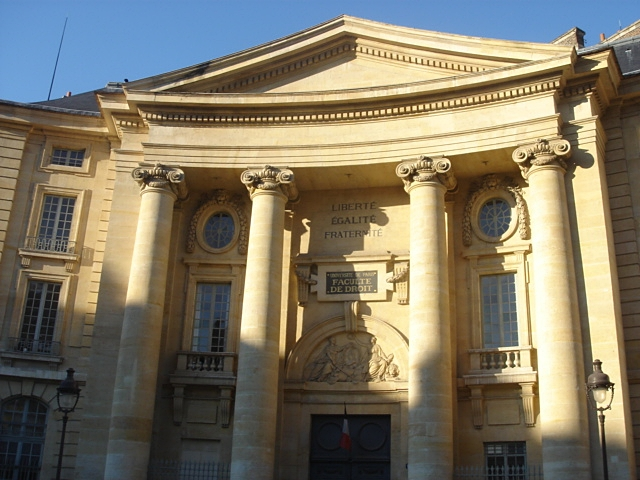
Facciata del centro Panthéon

Nel 1753, Luigi XV decise che sarebbe stato costruito un nuovo edificio per la Facoltà di Giurisprudenza di Parigi. Jacques-Germain Soufflot, ex allievo della Facoltà diventato architetto del Re, progettò e supervisionò la costruzione. Questa ebbe luogo dal 1771 al 1773 e il nuovo edificio fu inaugurato nel 1774.
Oggi, gli uffici amministrativi e gli studi post-laurea (master e dottorati) vi sono situati. È situato al 12 Place du Panthéon ed è registrato tra i siti del patrimonio nazionale francese.

### Centro Assas

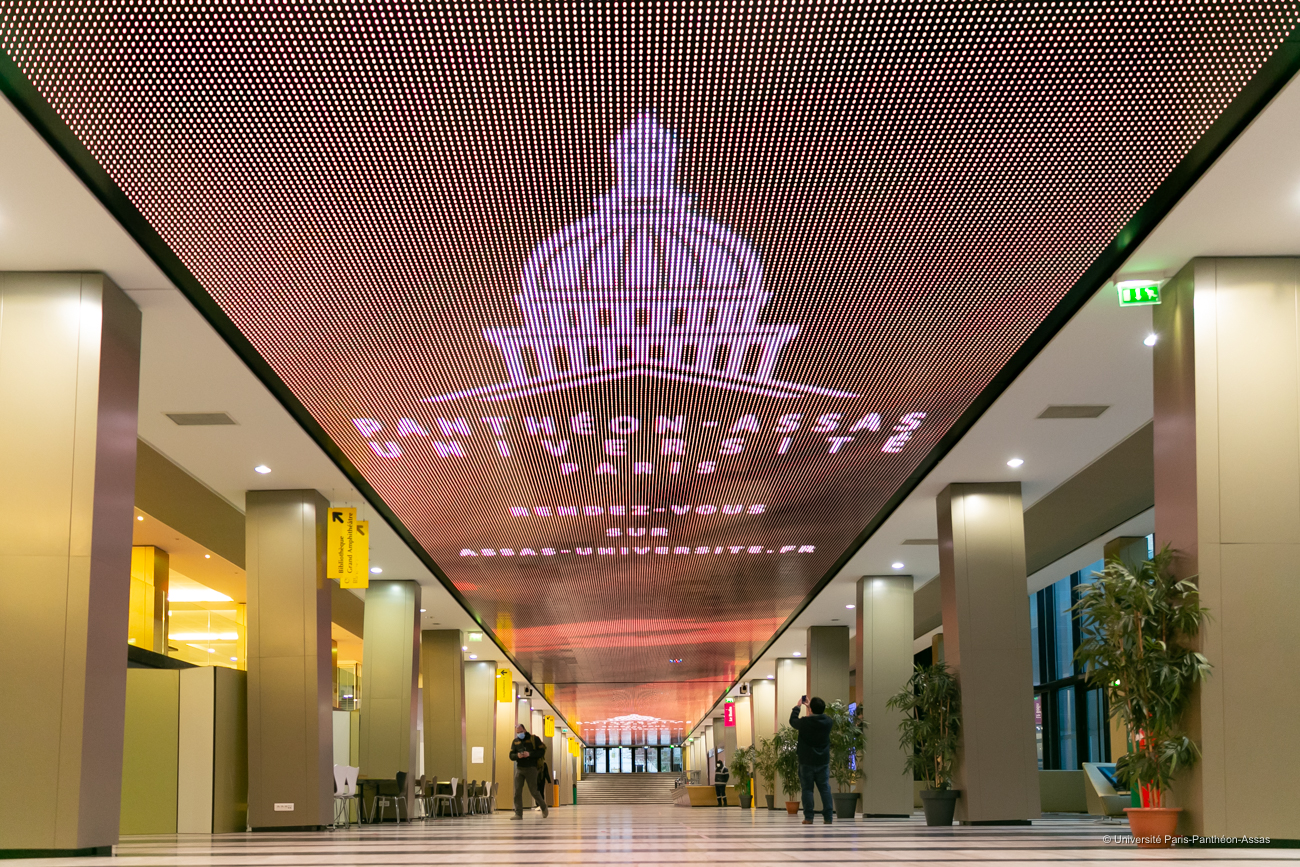
Hall del centro Assas

Il campus più grande di Panthéon-Assas si trova in Rue d'Assas e accoglie studenti di legge dal secondo al quarto anno. È stato progettato da Charles Lemaresquier, Alain le Normand e François Carpentier per ospitare il crescente numero di studenti dell'Università di Parigi. È stato costruito tra il 1959 e il 1963 sui precedenti terreni della Société Marinoni. All'epoca della sua inaugurazione, il suo principale auditorium era il più grande in Francia, con 1.700 posti a sedere.
Ristrutturazione ed espansione nel XXI secolo
Il centro Assas, che è stato sottoposto a ristrutturazione tra il 2007 e il 2017, è stato completamente ridisegnato e ora ospita un moderno centro di apprendimento, creato dall'architetto Alain Sarfati.

### Centro Vaugirard

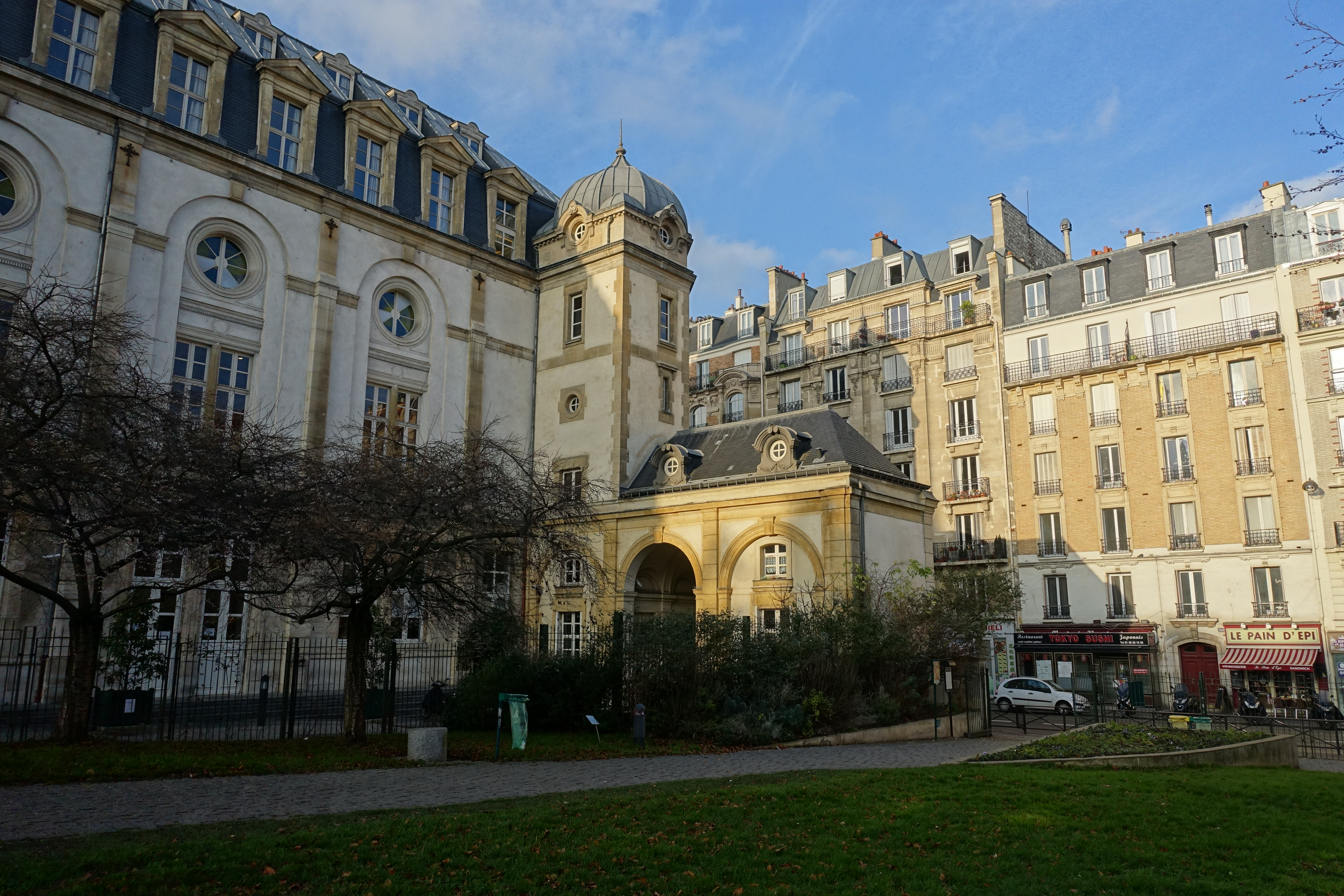
Centro Vaugirard. Dove Charles de Gaulle fu giovane alunno e suo padre insegnante.

Il campus in Rue de Vaugirard si trova nell'ala della cappella dell'ex Collegio dei Gesuiti dell'Immacolata Concezione, dove Charles de Gaulle fu alunno e suo padre insegnante; la cappella stessa, risalente al XVIII secolo, fu trasformata in un'aula negli anni '80. Anche questa struttura è un sito del patrimonio nazionale.

### Centro Melun

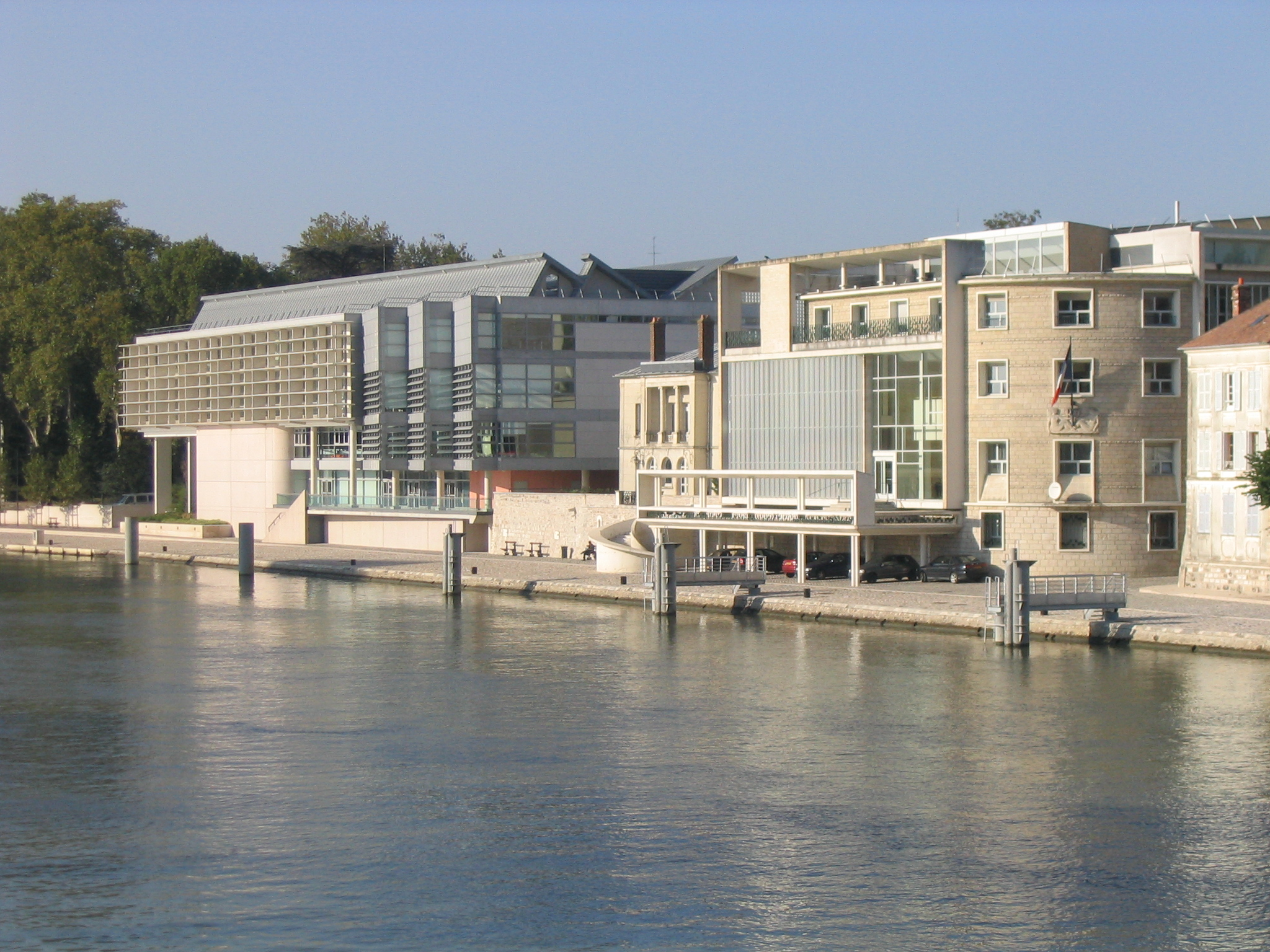
Centro Melun

Il campus nella città di Melun ospita gli studenti locali del primo anno. È situato nella vecchia città di Melun, sull'Isola di Saint-Étienne, tra resti romani e gotici. L'Istituto di Giurisprudenza ed Economia dell'Università Pantheon-Assas è situato lì. Attualmente è in corso la costruzione di un'estensione.

### Centro Singapore

Centro Singapore

Il campus di Singapore si trova presso l'INSEAD Asia all'interno di un'area dedicata all'istruzione, alla ricerca e all'innovazione.

### Centro Dubai
Il centro Dubai si trova presso il centro internazionale degli affari di Dubai. 

## Insegnanti celebri
Ronny Abraham, professore associato di diritto pubblico dal 2004, giudice presso la Corte internazionale di giustizia Edmond Alphandéry, ministro dell'economia dal 1993 al 1995 
Suzanne Basdevant, professore di diritto, presidente dell'Accademia delle scienze morali e politiche 
Henri Batiffol, professore di diritto marittimo, di diritto civile e di diritto internazionale privato 
Olivier Beaud, professore di diritto pubblico 
Mario Bettati, professore di diritto internazionale 
Antoine Billot, membro anziano dell'Institut universitaire de France e romanziere 
Jean-Michel Blanquer, professore di diritto pubblico, ex rettore e ministro dell'Educazione nazionale 
Jean-Pierre Boisivon, direttore del gruppo Essec dal 1990 al 1997 
Marguerite Boulet-Sautel, professoressa di storia del diritto 
Jean Carbonnier, professore di diritto privato e specialista di diritto civile 
Nicole Catala, segretario di Stato per la Formazione professionale dal 1986 al 1988 
Jean Foyer, ministro della giustizia dal 1962 al 1967 
Olivier Jouanjan, professore di diritto pubblico 
David Naccache, Esperto presso la Corte penale internazionale e membro del Laboratorio di informatica dell'École normale supérieure 
Bibia Pavard, docente di storia 
Jean Rivero, professore di diritto pubblico 
Roger-Gérard Schwartzenberg, segretario di Stato all'Educazione nazionale e successivamente alle università dal 1983 al 1986, ministro della Ricerca dal 2000 al 2002 
Evelyne Sullerot, sociologa, insegnante presso l'IFP 
Abderrazak Zouaoui, economista e ministro tunisino

## Allievi celebri

### Presidenti

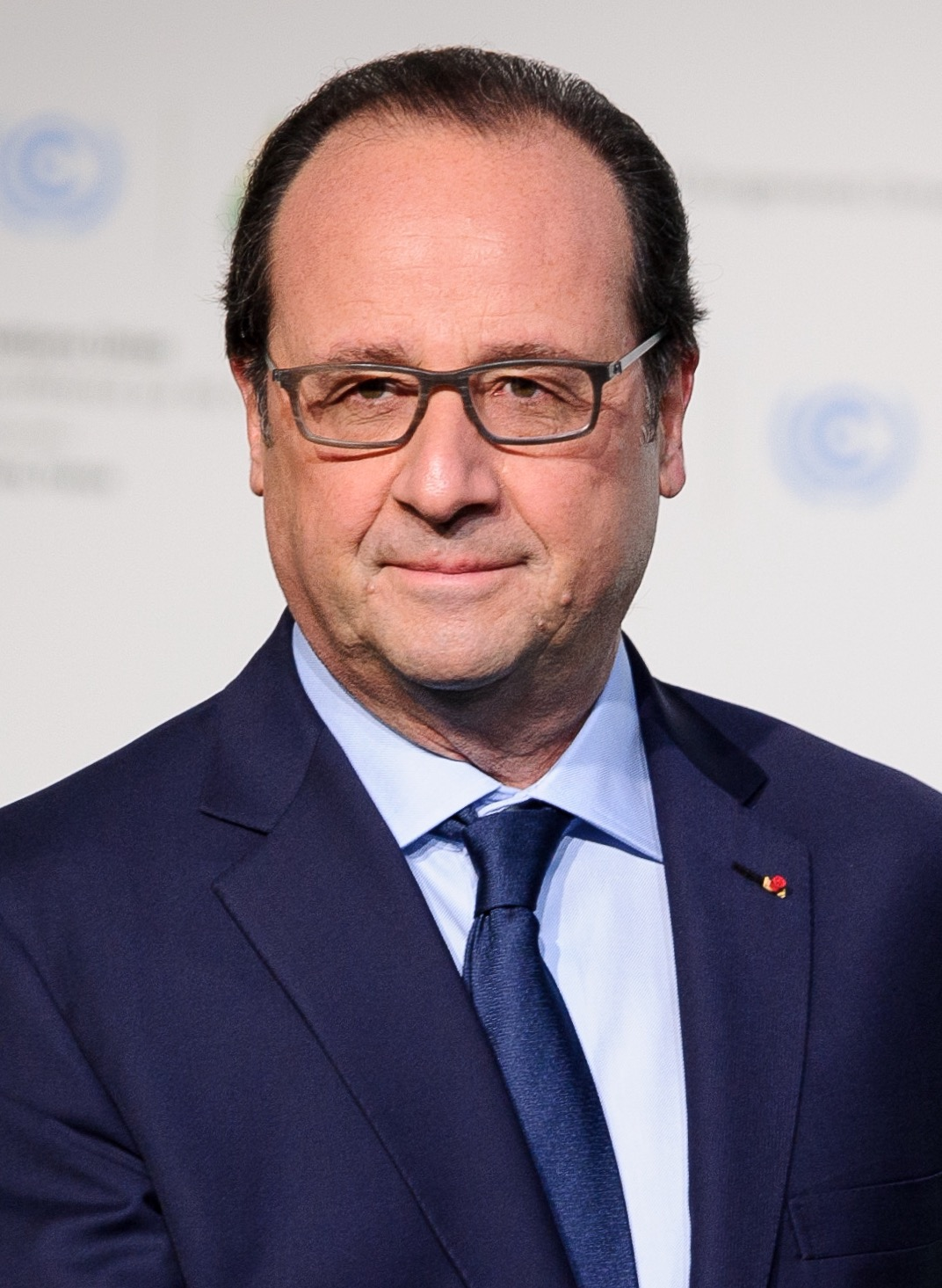
François Hollande, presidente della Repubblica francese
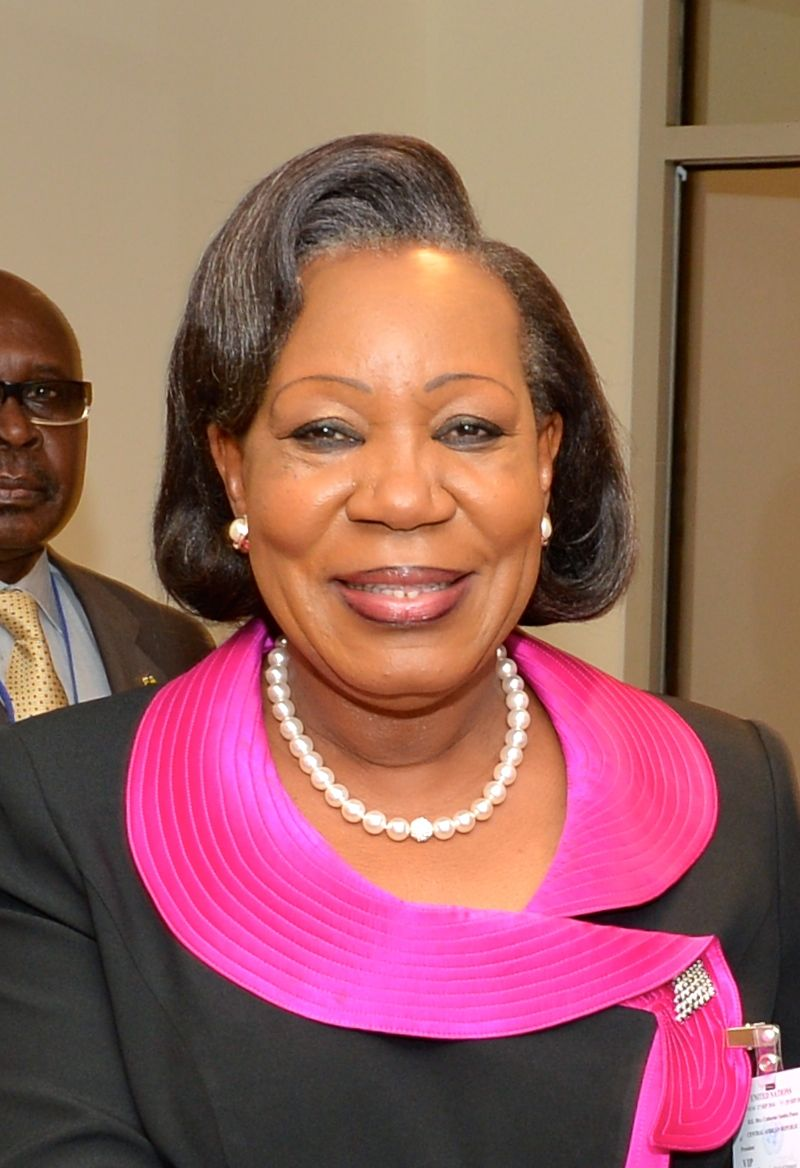
Catherine Samba-Panza, presidente della Repubblica centraficana
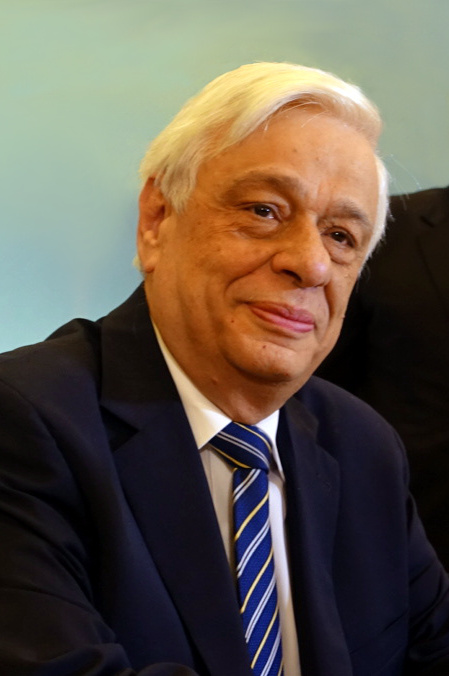
Prokópis Pavlópoulos, presidente della Repubblica ellenica
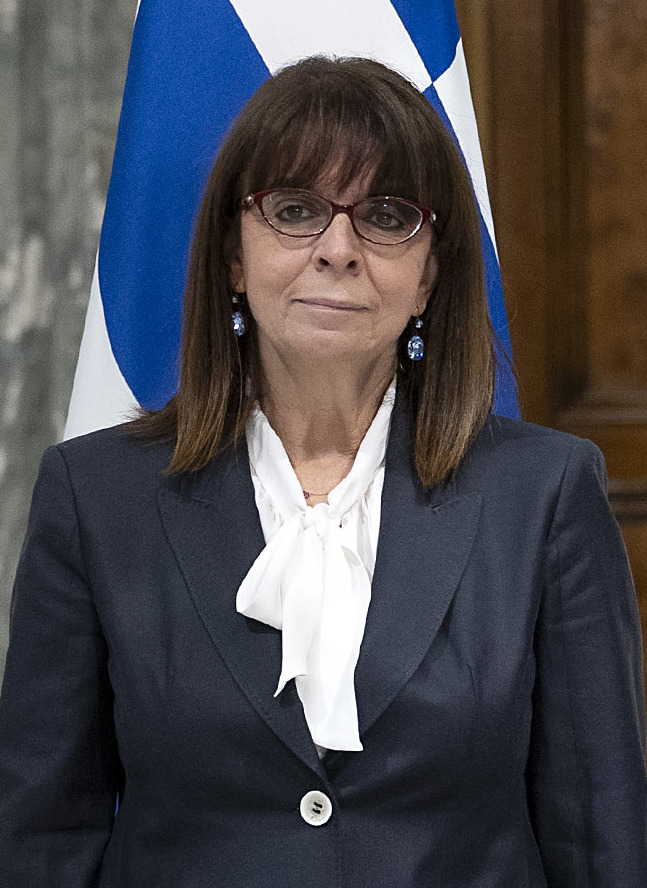
Aikaterinī Sakellaropoulou, presidente della Repubblica ellenica

### Primi Ministri

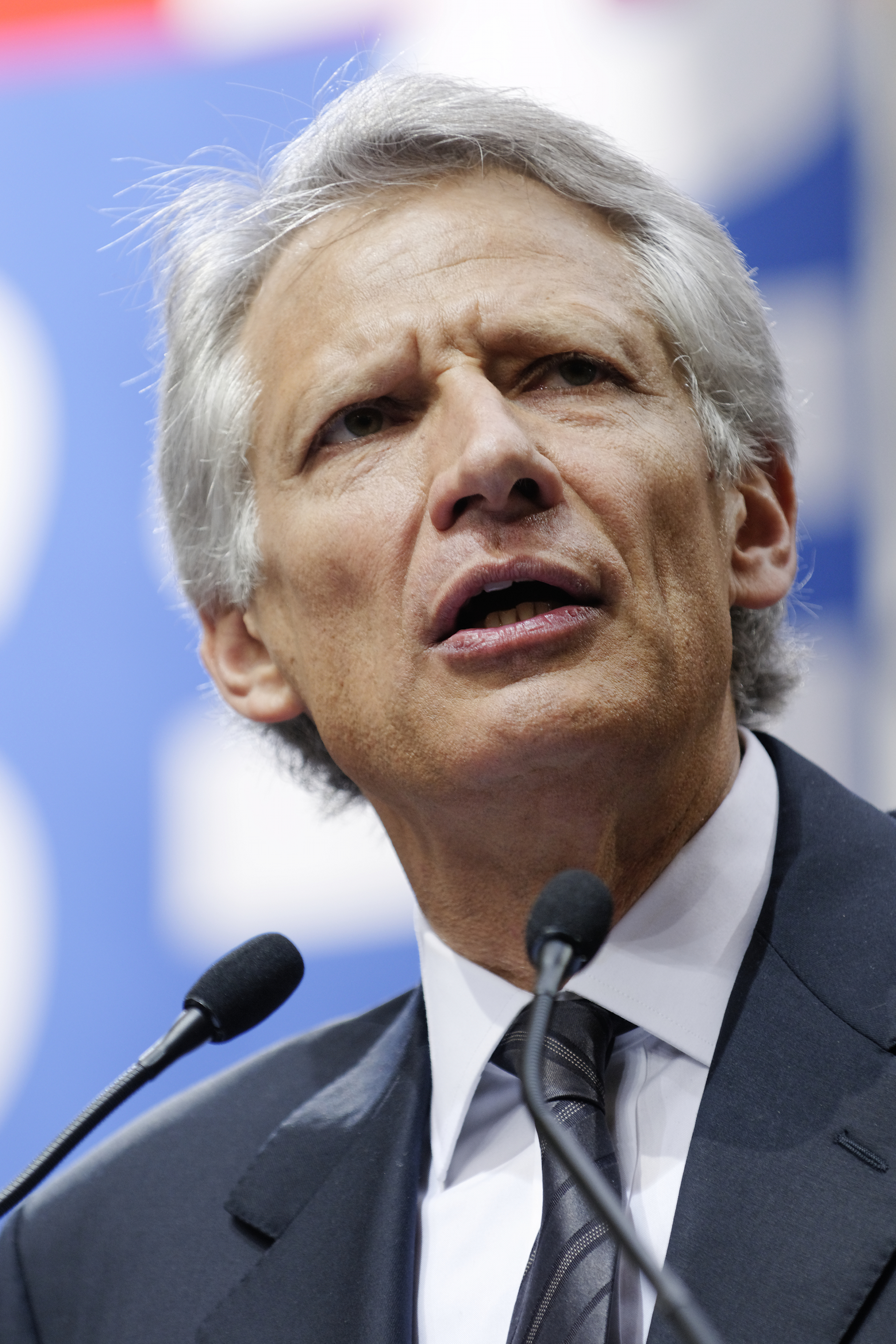
Dominique de Villepin, Primo ministro francese di Jacques Chirac
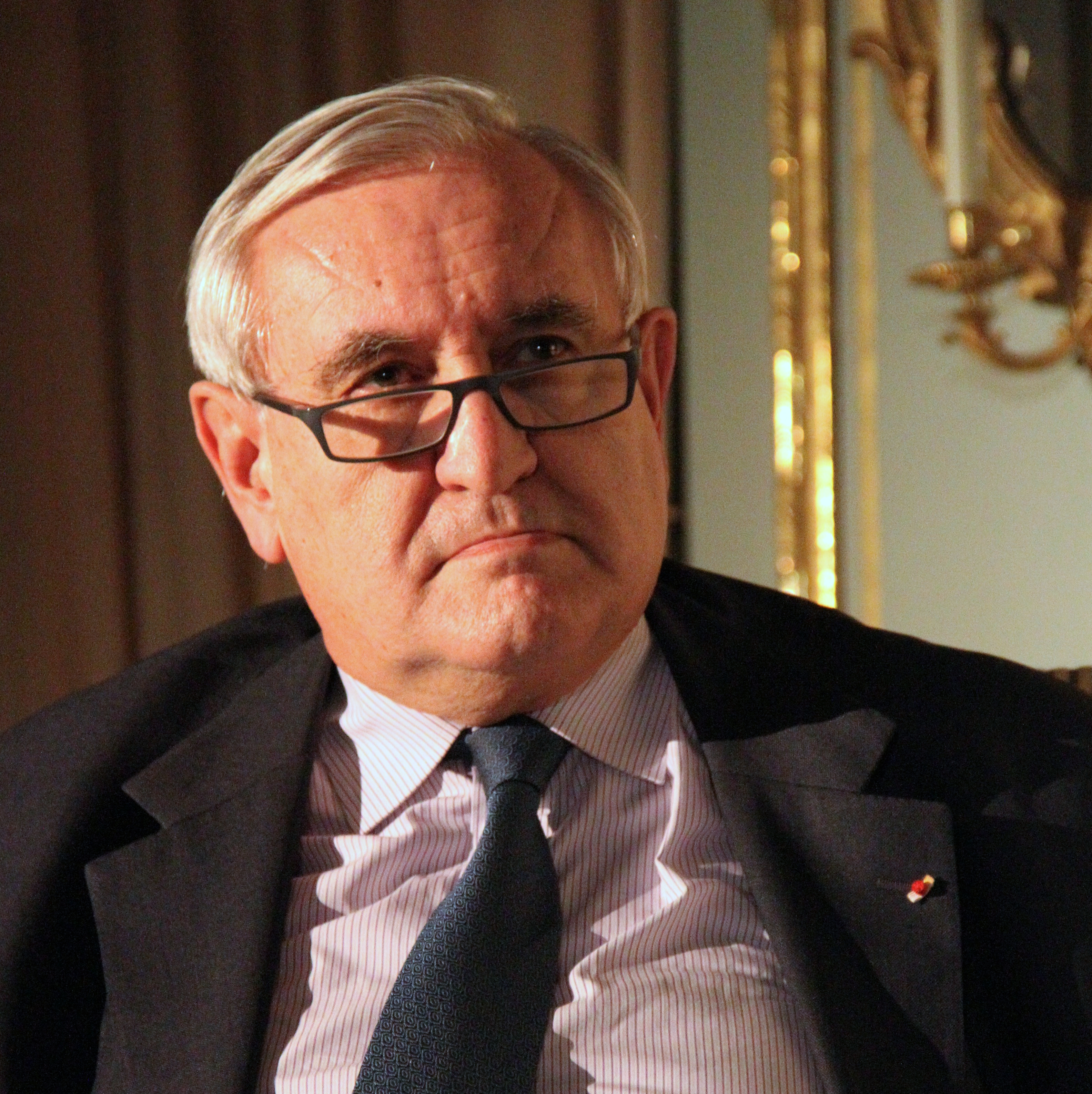
Jean-Pierre Raffarin, Primo ministro francese di Jacques Chirac
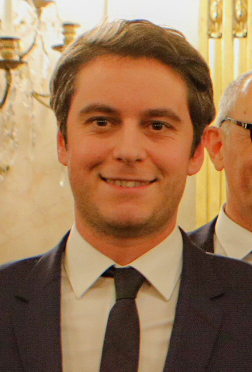
Gabriel Attal, primo ministro francese di Emmanuel Macron